# 詹姆斯·貝森
詹姆斯·貝森（英語：James Bessen，1950年—）是一名美國經濟學家，2004年起擔任波士頓大學法學院講師。他目前最為人所知的是以數據為導向的軟體與創新研究。他還證明了自動化對就業和工資的各種影響。在最近的工作中，他建立了軟體投資與許多產業的市場支配地位之間的關係。在進入學術界之前，貝森曾是一名軟體開發人員，並擔任過軟體公司Bestinfo的執行長。貝森也曾是哈佛大學伯克曼網際網路與社會研究中心的研究員。
貝森研究創新經濟學，包括專利和經濟史。他曾與埃里克·马斯金一起撰文討論軟體專利，認為專利可能會抑制創新，而非刺激進步。他與邁克爾·J·穆雷爾（Michael J. Meurer）共同撰寫了《專利失效：法官、官僚和律師如何將創新者置於風險之中》（Patent Failure: How Judges, Bureaucrats, and Lawyers Put Innovators at Risk）以及有關專利流氓的論文。他的著作《從實踐中學習：創新、工資與財富之間的真正關係》（Learning by Doing: The Real Connection Between Innovation, Wages, and Wealth）一書中指出，主要的新技術需要新的技能與知識，而這些技能與知識的開發既緩慢又困難，進而影響工作與工資。
1983年，貝森在費城的一家社區報紙開發了第一個所見即所得的桌面出版程式。他成立並經營一家公司Bestinfo，負責該程式的商業銷售。1993年，Bestinfo被賣給了Intergraph。
他於1972年畢業於哈佛大學。

## 外部連結
- . Research on Innovation.